# KF 티라나
KF 티라나는 알바니아의 축구 클럽으로, 알바니아의 수도 티라나를 연고지로 삼고 있다. 이 클럽은 1920년 8월 16일에 아지미 SA(Agimi Sports Association)라는 이름으로 창단 되었으며 1927년에 SK 티라나(Sportklub Tirana)로 변경했고 1947년엔 17 넌토리 티라나(17 Nëntori Tirana)로 바꿨다. 1952년부터 1956년까지는 퓨나 티라나(Puna Tirana)로 리그에 참가했으며 1991년에 현재의 이름으로 바꿨다.

## 명칭 변화
- 1920-1927 : 아지미 SA(Agimi Sports Association)
- 1927-1947 : SK 티라나(Sportklub Tirana)
- 1947-1952 : 17 넌토리 티라나(17 Nëntori Tirana)
- 1952-1956 : 퓨나 티라나(Puna Tirana)
- 1956-1991 : 17 넌토리 티라나(17 Nëntori Tirana)
- 1991-현재 : KF 티라나(Futbollklub Tirana)

## 역대 성적
- 알바니아 수페르리가 24회 우승

1930, 1931, 1932, 1934, 1936, 1937, 1964-65, 1965-66, 1967-68, 1969-70, 1981-82, 1984-85, 1987-88, 1988-89, 1994-95, 1995-96, 1996-97, 1998-99, 1999-00, 2002-03, 2003-04, 2004-05, 2006-07, 2008-09
- 알바니아 컵 13회 우승

1938, 1963, 1976, 1977, 1983, 1984, 1986, 1994, 1996, 1999, 2001, 2002, 2006

## 유럽 대회
KF 티라나가 처음으로 유럽대회에 나간 것은 1965-66시즌의 유러피언 컵이었다. 그 후 UEFA 챔피언스리그가 도입되던 1992년까지 6번의 유러피언 컵 대회에 진출하였으며, 예선전이 도입된 챔피언스리그에서도 2007-08시즌을 포함하여 여섯 번 진출하였다. 그리고 UEFA 컵위너스컵에는 1983-84, 1986-87, 1994-95시즌에 출전하여 총 세번 진출하였는데, 1986-87시즌의 2라운드진출이 최고 성적이다. 1971년에 만들어진 UEFA컵에는 총 여섯 번 진출하였는데, 전부 예선라운드에서 탈락하고 말았다.

## 선수 명단

### 현역
- 에리온 호잘라리(2011 ~ 2022, 2023 ~ )
- 일라이온 리카(2010 ~ 2013, 2014, 2016 ~ )
- 크리스탈 아바자이(2023 ~ )
- 리리돈 라티피(2023 ~ )

## 역대 감독
| 감독          | 임기   |
| ------------- | ------ |
| 오르게스 셰히 | 2021 ~ |